# Q 라자루스

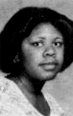
럭키의 고등학교 연감 사진

다이앤 럭키(영어: Diane Luckey, 1960년 12월 12일 ~ 2022년 7월 19일)는 미국의 가수로 Q 라자루스(Q Lazzarus)라는 예명으로 알려져 있다. 1988년에 발매한 〈Goodbye Horses〉가 조너선 데미 감독의 1991년 영화 《양들의 침묵》에서 두드러지게 사용되며 컬트적인 인기를 끌었다. 이후 1990년대 중반 다이앤이 대중에게서 멀어지기 전까지 다른 노래들이 드미의 다른 영화에 사용되었다.

## 삶
다이앤 럭키는 1960년 12월 12일 뉴저지주의 넵튠타운십에서 7남매 중 막내로 태어났다. 넵튠에서 살던 어린 시절 마운트 피스가 침례교회에 다닐 당시 마운트 피스가 청소년 합창단에서 노래를 불렀다. 이후 넵튠 고등학교를 졸업한 럭키는 브로드웨이에서 《버블링 브라운 슈가》(영어: Bubbling Brown Sugar)를 본 후 영감을 받아 18살에 뉴욕으로 와 음악 경력을 시작했고, 시그마 사운드 스튜디오에서 징글을 만들고 백업 가수로 일을 했다.
1980년대 Q 라자루스 앤드 더 리서렉션의 일부로 음악을 만드는 동안 Q 라자루스는 생계를 위해 뉴욕에서 택시 운전사로 일을 했다. 밴드는 Q 라자루스를 포함해 작곡가 윌리엄 가비, 백업 가수 글로리아나 갈리시아, 재니스 번스타인과 마크 바렛으로 구성되어 있었다. 갈리시아에 따르면 Q 라자루스는 1985년까지 첼시에서 거주하는 가정부이자 스완이라는 이름의 영국인 사업가의 오페어로 일했고, 밴드는 스완의 집에서 카세트로 보컬을 녹음하였다.
Q 라자루스는 자신의 레게머리 때문에 여러 레이블에 반복적으로 거절을 당해왔다. 이후 조너선 데미를 자신의 택시에 태운 Q 라자루스는 택시에서 자신의 데모 테이프를 들려주었고, 데미는 "오, 이건 뭐고 당신은 누군가요?"라고 물어보았다. 이후 Q 라자루스의 노래 〈Candle Goes Away〉는 데미의 1986년 영화 《썸씽 와일드》에 사용됐다. 1980년대 후반에는 에어로스미스 스타일의 록 밴드를 결성하기 위해 런던으로 거주지를 옮겼고, 그곳에서 총 5년간 머물렀다.
1988년에는 가비가 작사·작곡 및 프로듀싱한 〈Goodbye Horses〉가 발매되었다. 같은 해에 노래는 데미의 영화 《마피아의 아내》에 사용됐다. 이후 1991년 영화인 《양들의 침묵》에 노래가 다시 한 번 사용되면서 컬트적인 인기를 끌었다. 럭키는 1993년 데미의 다음 영화인 《필라델피아》에서 토킹 헤즈의 곡 〈Heaven〉을 커버했다.
1996년 Q 라자러스 앤드 더 리서렉션은 해체하고 Q 라자루스는 대중의 시야에서 사라졌다. 2015년에는 스태튼아일랜드에서 버스 기사로 일하고 있는 것과 여성 버스 운전사를 고용하지 않았다는 이유로 하시딤 버스 회사를 상대로 소송을 제기했다는 사실이 알려졌다. 2019년 8월, 영화 제작자인 에바 아리지스는 뉴욕에서 Q 라자루스의 자동차 서비스를 받았고, 두 사람은 럭키의 삶을 다룬 다큐멘터리 《굿바이 호시스: 더 매니 리브스 오브 Q 라자루스》(영어: Goodbye Horses: The Many Lives of Q Lazzarus)를 제작하여 2023년 개봉을 목표로 하였다.
Q 라자루스는 깊은 콘트랄토 목소리를 가지고 있어 종종 남성 가수와 헷갈리기도 하였다.
Q 라자루스는 2022년 7월 19일 알려지지 않은 지병으로 사망하였다.